# Приче преко пуне линије
Приче преко пуне линије је југословенска и српска телевизијска серија комичног карактера из 1982. године. Серију је режирао Никола Лорецин, а сценарио је писао Душан Савковић. Премијерно је приказивана 3. фебруара 1982. године на ТВ Београд, а снимљено је 7 епизода. Серија говори о људима разлитичих ставова и карактера, а свака епизода има своју причу.

## Улоге
| Глумац                    | Улога                                                         |
| ------------------------- | ------------------------------------------------------------- |
| Столе Аранђеловић         | Матичар/ комшија Јованов                                      |
| Милутин Јевђенијевић      | кувар у кинеском ресторану                                    |
| Живка Матић               | Мара, комшиница Божидарова/ Сида, комшиница Глигорова         |
| Нада Блам                 | Глигорова ћерка/ Малина                                       |
| Весна Малохоџић           | Милица Николић, супруга Петрова/ Малинина другарица           |
| Борис Андрушевић          | цариник                                                       |
| Станимир Аврамовић        | архивар у општини                                             |
| Надежда Брадић            | Мара, продавац/ Јагода, кума                                  |
| Каја Игњатовић            | куварица                                                      |
| Ђорђе Јовановић           | поротник/ милиционер                                          |
| Стеван Миња               | конобар у кинеском ресторану                                  |
| Ирена Просен              | докторка                                                      |
| Боро Стјепановић          | Француз, берберин                                             |
| Миодраг Андрић            | Живан, зет Глигоров / фотограф                                |
| Павле Богатинчевић        | адвокат Николе Стокића/ комшија Јованов                       |
| Љубомир Ћипранић          | Родољуб, председник месне заједнице/ Видоје, човек из општине |
| Мира Динуловић            | Миличина мајка                                                |
| Љиљана Мишка Јанковић     | комшиница/ судија                                             |
| Звонко Јовичић            |                                                               |
| Миодраг Лазаревић         | Костин адвокат/ комшија Јованов                               |
| Милутин Мићовић           |                                                               |
| Бранко Петковић           | општински позивар/ болесник у болници                         |
| Мирослав- Бата Михаиловић | болесник у болници                                            |
| Радомир Поповић           | комшија Јованов                                               |
| Златибор Стоимиров        |                                                               |
| Зоран Стојиљковић         | конобар/ председник стамбене комисије                         |
| Гизела Вуковић            | Сида, комшиница Божидарова/ Дарина мајка                      |
| Мира Ступица              | Рајна Прокић, баба                                            |
| Марина Кољубајева         | Јованова супруга                                              |
| Предраг Лаковић           | Коста                                                         |
| Даница Максимовић         | Јела Стокић, супруга                                          |
| Злата Петковић            | Дара Поповић, супруга                                         |
| Тихомир Арсић             | Будимир                                                       |
| Бранислав Цига Јеринић    | Божидар Прокић, деда                                          |
| Милан Ерак                | Бранко Поповић                                                |
| Петар Краљ                | Јован Ракић                                                   |
| Оливера Марковић          | Костина жена Мила                                             |
| Марко Николић             | Никола Стокић                                                 |
| Ратко Сарић               | Глигор Глигоријевић                                           |
| Неда Арнерић              | комшиница Бранкова                                            |
| Томанија Ђуричко          | баба                                                          |
| Милоје Поповић            | Божидаров унук                                                |
| Мирко Бабић               | познаник Дарин                                                |
| Предраг Ејдус             | Петар Николић, муж од Милице                                  |
| Никола Милић              | Миленко, чувар на грађевини                                   |
| Миња Стевовић Филиповић   | Даца, наставница (диригент)/ пријатељица Будимирова           |
| Милутин Караџић           | Дуле, возач аутобуса                                          |
| Раде Марјановић           | Оли, пријатељ Будимиров                                       |
| Богосава Никшић           | Малинина мајка                                                |
| Божидар Пајкић            |                                                               |
| Богољуб Петровић          | Момир, комшија из Француске Божидаров                         |
| Љубица Шћепановић         | Миланка, супруга Момирова/ Карић, правница                    |
| Предраг Тасовац           | Живковић, примаријус                                          |
| Зоран Бабић               | милиционер                                                    |
| Милан Барловац            |                                                               |
| Љиљана Благојевић         | пријатељица Дарина                                            |
| Душан Булајић             | Мига, лекар                                                   |
| Богољуб Динић             | Ђура, секретар стамбене комисије                              |
| Светислав Гонцић          | Милутин, унук Глигоров                                        |
| Богдан Јакуш              | радник                                                        |
| Јован Јанићијевић Бурдуш  | Рајко, друг Николин                                           |
| Горјана Јањић             |                                                               |
| Тома Јовановић            | управник обданишта                                            |
| Ерол Кадић                |                                                               |
| Дамјан Клашња             |                                                               |
| Љуба Ковачевић            |                                                               |
| Драган Лукић Омољац       |                                                               |
| Петар Лупа                | општински сведок                                              |
| Радослава Маринковић      |                                                               |
| Петар Милинковић          |                                                               |
| Даница Мокрањац           | Докторка                                                      |
| Михајло Бата Паскаљевић   | пецарош                                                       |
| Драгољуб Петровић         |                                                               |
| Радмила Плећаш            | Вукосава, ћерка Глигорова/ жена из општине                    |
| Миодраг Поповић Деба      |                                                               |
| Раде Радовановић          |                                                               |
| Рас Растодер              | болесник у болници                                            |
| Олга Спиридоновић         | госпођа Николић                                               |
| Мида Стевановић           | Ратибор муж Вукосавин                                         |
| Горан Султановић          | помоћник директора Кукић                                      |
| Вељко Маринковић          | Ђеле, комшија Глигоров/ Јеленко                               |
| Гордана Тасић             |                                                               |
| Љубомир Убавкић Пендула   | Милентијевић, човек код берберина                             |
| Душан Вујновић            |                                                               |
| Бранко Вујовић            |                                                               |
| Надежда Вукићевић         | судија                                                        |